# Соловьёва, Ольга Александровна (судья)
Ольга Александровна Соловьёва (род. 23 февраля 1958, Асбест, Свердловская область) — российский юрист, судья.
С 2007 по 2019 год Председатель Арбитражного суда Ростовской области.

## Служебная карьера
В 1989 году окончила Свердловский юридический институт.
В 1990—1992 годах — народный судья Ханты-Мансийского городского народного суда.
В 1992—2007 годах — председатель судебной коллегии, заместитель председателя, первый заместитель председателя Арбитражного суда Ханты-Мансийского автономного округа.
С 2007 года — председатель Арбитражного суда Ростовской области.
С 2019 года в отставке.
Имеет первый квалификационный класс.

## Награды
- Медаль «За заслуги перед судебной системой Российской Федерации» II степени.
- Медаль «За доблестный труд на благо Донского края».
- Звание «Заслуженный юрист Российской Федерации».
- Звание «Заслуженный юрист Ханты-Мансийского автономного округа-Югры».